# Mit den Gezeiten
Mit den Gezeiten ist das zweite Studioalbum der deutschen Band Santiano. Es wurde am 10. Mai 2013 veröffentlicht und stieg auf Platz eins der deutschen Charts ein.

## Entstehungsgeschichte
Santiano entstand durch die Bemühungen der Musikproduzenten Hardy Krech, Mark Nissen und Annett Lorenzen-Krech (Elephant Music) sowie Joe Chialos (Universal Music). Nach dem Erfolg des Debütalbums Bis ans Ende der Welt tourte die Band unter anderem im Vorprogramm von Helene Fischer, spielte aber auch auf diversen Festivals der Metal-Szene, so zum Beispiel auf der Full Metal Cruise und dem Wacken Open Air 2012. Nach eigener Aussage ließen sich die Mitglieder von Santiano während der Aufnahme des Albums den Druck, der nach dem erfolgreichen Debütalbum auf ihnen lastet, nicht anmerken und versuchten im Studio unverkrampft heranzugehen. Sie erhielten von ihrem Label Universal Music keine Vorgaben und konnten weitestgehend frei an den neuen Songs arbeiten. Durch die zahlreichen Auftritte blieb jedoch nur wenig Zeit für die Aufnahmen.

## Musik und Texte
Musikalisch bleibt Santiano eine Band, die vornehmlich Shanties mit verschiedenen Einflüssen aus der Pop- und Rockmusik mischt. Dazu kommen Einflüsse aus dem Schlager, der Volksmusik, dem Irish Folk sowie dezente Metal-Einflüsse.
Hardy Krech von Santiano hält Mit den Gezeiten für „rockiger, härter, auch ein wenig böser“, weil mehr E-Gitarren eingesetzt werden. Durch die Erfahrungen bei den Livekonzerten, bei denen vor allem die druckvollen Lieder gut ankamen, begann man die Produktion des neuen Albums härter zu gestalten und mehr E-Gitarre einzusetzen, ohne dabei den eigenen Stil zu vernachlässigen.
Wie bereits beim Vorgänger wurde passend zum Musikstil das Seemanns-Thema beibehalten. So handelt das Album von der Weite des Meeres, dem Leben auf See, Liebeskummer und Sehnsucht.

## Titelliste
| #   | Titel (Komponisten)                                                                                | Länge |
| --- | -------------------------------------------------------------------------------------------------- | ----- |
| 1.  | Gott muss ein Seemann sein (Lukas Hainer/Hartmut Krech/Mark Nissen)                                | 3:45  |
| 2.  | Drums and Guns – Johnny I Hardly Knew Ya (Hartmut Krech/Mark Nissen)                               | 3:16  |
| 3.  | Salz auf unserer Haut (Lukas Hainer/Hartmut Krech/Mark Nissen)                                     | 3:09  |
| 4.  | Seemann (Hartmut Krech/Mark Nissen/Ali Zuckowski)                                                  | 3:31  |
| 5.  | Bis in alle Ewigkeit (Walhalla) (Eric Bazillian/Robert Hyman)                                      | 4:18  |
| 6.  | Wir sind uns treu (Lukas Hainer/Hartmut Krech/Mark Nissen)                                         | 4:27  |
| 7.  | Have a Drink on Me (Hartmut Krech/Mark Nissen/Pete Sage/Ali Zuckowski)                             | 2:58  |
| 8.  | Sieben Jahre (Björn Both/Hartmut Krech/Mark Nissen/Frank Ramond)                                   | 2:58  |
| 9.  | Gestrandet (Hartmut Krech/Mark Nissen/Ali Zuckowski)                                               | 4:13  |
| 10. | Rolling Home (Andreas Fahnert / Lukas Hainer / Hans-Timm Hinrichsen / Hartmut Krech / Mark Nissen) | 3:04  |
| 11. | Marie (Hartmut Krech/Mark Nissen/Frank Ramond)                                                     | 3:26  |
| 12. | Great Song of Indifference (Bob Geldof)                                                            | 3:11  |
| 13. | Hoch im Norden (Lukas Hainer/Hartmut Krech/Mark Nissen/Axel Stosberg)                              | 4:12  |
|     | Bonustracks der Neuauflage                                                                         |       |
| 14. | The Fiddler on the Deck (Lukas Hainer/Frank Ramond/Hartmut Krech/Mark Nissen)                      | 3:04  |
| 15. | Wir werden niemals untergehen (Lukas Hainer/Frank Ramond/Hartmut Krech/Mark Nissen)                | 3:03  |
| 16. | Weit übers Meer (Davids Song) (mit Helene Fischer) (Vladimir Cosma/Lukas Hainer)                   | 3:12  |
| 17. | Minne (mit Oonagh) (Sandro Friedrich/Hartmut Krech/Mark Nissen/Frank Ramond)                       | 2:59  |
| 18. | Vergiss mein nicht (mit Oonagh) (Johannes Braun/Lukas Hainer/Hartmut Krech/Mark Nissen)            | 4:24  |

## Songinfos
Die Lieder sind überwiegend Eigenkompositionen des Produzentengespanns um Hartmut Krech. Das Album beinhaltet des Weiteren eine Coverversion von Bob Geldofs „Great Song of Indifference“ sowie des irischen Antikriegslieds „Drums and Guns – Johnny I Hardly Knew Ya“. „Bis in alle Ewigkeit (Wallhalla)“ ist eine deutschsprachige Coverversion des Hooters-Klassikers „All You Zombies“. „Gestrandet“ ist ein Duett von Sänger Björn Both mit der nordfriesischen Sängerin Synje Norland, die bereits auf der Tour 2012/2013 Santiano begleitete. Zum Lied „Gott muss ein Seemann sein“, dem Opener des Albums, wurde ein Musikvideo an der Küste von Cornwall und an Deck des Segelschiffs „Clasine“ gedreht. Marie ist eine Coverversion des schottischen Volksliedes „Ye Jacobites By Name“.

## Schweizer Sonderedition
Ende November 2013 wurde in der Schweiz eine Sonderausgabe des Albums mit vier zusätzlichen Songs veröffentlicht. Die Lieder stammen vom Schweizer Liedermacher Peter Reber und wurden zusammen mit ihm neu aufgenommen. 2014 ging die Band zusammen mit dem Sänger auf Tournee durch die Schweiz. Reber übertrug für die Sonderedition Texte von älteren Liedern vom Schweizerdeutschen ins Hochdeutsche.
Zusätzliche Titel:
- Die Kinder des Kolumbus: Ursprünglich erschienen als D’Chinder vom Kolumbus auf der Platte Grüeni Banane (1985).
- Die alten Segler: Di alte Sägler auf dem Album Grüeni Banane (1985)[7]
- Der Sonne entgegen: Dr Sunne entgäge, vom gleichnamigen Album (1988)
- Moby Dick: Moby Dick, von Djambo Djambo (1976), noch aus der Zeit von Peter, Sue und Marc. Das Original ist in englischer Sprache.[8]

## Kritik
Jenny Weser von Intro schreibt: „Vor Pathos triefendes Seemannsgarn wie dieses ist Santianos Markenzeichen. Ein wenig Irish Folk, Volksmusik, Pop, immer unterlegt vom treibend tosendem Grundgerüst eines Seemannsliedes.“
Artur Schulz von Laut.de vergab drei von fünf Sternen und resümierte:

„Angerockte Seemanns-Shantys auf einer norddeutschen Metal-Bühne – das passt. "Mit Den Gezeiten" beweist: Bei den Santianos handelt es sich nicht um Eintagsfliegen oder dröge Stockfische, um gleich ins seemännische Vokabular einzutauchen.“

## Kommerzieller Erfolg

### Chartplatzierungen
Das Album stieg direkt auf Platz eins der deutschen Charts ein. In den österreichischen Charts erreichte das Album Platz 31, in der Schweiz kam es im Mai auf Platz 21 und die Sonderedition mit Peter Reber stieg im Dezember 2013 auf Platz 10 der Schweizer Hitparade ein.
Standardedition
| ChartsChartplatzierungen | Höchstplatzierung | Wochen |
| ------------------------ | ----------------- | ------ |
| Deutschland (GfK)        | 1 (154 Wo.)       | 154    |
| Österreich (Ö3)          | 31 (17 Wo.)       | 17     |
| Schweiz (IFPI)           | 21 (10 Wo.)       | 10     |

| ChartsJahrescharts (2013) | Platzierung |
| ------------------------- | ----------- |
| Deutschland (GfK)         | 4           |

| ChartsJahrescharts (2014) | Platzierung |
| ------------------------- | ----------- |
| Deutschland (GfK)         | 14          |

| ChartsJahrescharts (2015) | Platzierung |
| ------------------------- | ----------- |
| Deutschland (GfK)         | 49          |

Sonderedition
| ChartsChartplatzierungen | Höchstplatzierung | Wochen |
| ------------------------ | ----------------- | ------ |
| Schweiz (IFPI)           | 8 (30 Wo.)        | 30     |

| ChartsJahrescharts (2013) | Platzierung |
| ------------------------- | ----------- |
| Schweiz (IFPI)            | 94          |

| ChartsJahrescharts (2014) | Platzierung |
| ------------------------- | ----------- |
| Schweiz (IFPI)            | 52          |

### Auszeichnungen für Musikverkäufe
| Land/Region        | Auszeichnungen für Musikverkäufe (Land/Region, Auszeichnung, Verkäufe) | Verkäufe  |
| ------------------ | ---------------------------------------------------------------------- | --------- |
| Deutschland (BVMI) | 6× Platin                                                              | 1.200.000 |
| Österreich (IFPI)  | Gold                                                                   | 7.500     |
| Insgesamt          | 1× Gold · 6× Platin ·                                                  | 1.207.500 |

| Land/Region    | Auszeichnungen für Musikverkäufe (Land/Region, Auszeichnung, Verkäufe) | Verkäufe |
| -------------- | ---------------------------------------------------------------------- | -------- |
| Schweiz (IFPI) | Gold                                                                   | 10.000   |
| Insgesamt      | 1× Gold ·                                                              | 10.000   |